# Ga Gupo
Ga Gupo là ga trên Tuyến Gyeongbu và Busan Metro tuyến 3. Nó nằm ở phía Bắc Busan, Hàn Quốc, và mở cửa vào ngày 1 tháng 1 năm 1905. Tất cả mọi tàu đều dừng tại đây. Nó còn kết nối với ga tàu điện ngầm Gupo trên Busan Metro tuyến 3 thông qua cây cầu trên cao, vì vậy hành khách có thể chuyển sang tàu điện ngầm Busan tuyến 3.

## Liên kết
- Trạm thông tin mạng từ Tổng công ty vận chuyển Busan